# Boris Abramovič Sluckij
Boris Abramovič Sluckij in russo Борис Абрамович Слуцкий? (Slavjansk-na-Kubani, 7 maggio 1919 – Tula, 23 febbraio 1986) è stato un poeta sovietico.
Nella sua meditata opera lirica, composta sui molti versi di ripensamento sulla seconda guerra mondiale e nelle opere di forte impegno civile e ideologico, Sluckij si accosta con spirito nuovo alla realtà morale del suo paese, rivelandosi fra i più validi esponenti della poesia del disgelo.
Alcuni versi delle sue opere tradotti in italiano si trovano nell'antologia Nuovi poeti sovietici, del 1961 e in riviste del settore. Nel 2013 è stata pubblicata l'antologia Il sesto cielo e altre poesie curata da Alessandro Niero.